# Comuna Slohîni, Starîi Sambir
Slohîni (în ucraineană Слохині) este o comună în raionul Starîi Sambir, regiunea Liov, Ucraina, formată din satele Horodovîci, Poleana, Slîvnîțea și Slohîni (reședința).

## Demografie
Componența lingvistică a comunei Slohîni
     Ucraineană (99,29%)
     Alte limbi (0,54%)
Conform recensământului din 2001, majoritatea populației comunei Slohîni era vorbitoare de ucraineană (99,29%), existând în minoritate și vorbitori de alte limbi.